# Pachyteria chewi
Pachyteria chewi là một loài bọ cánh cứng trong họ Cerambycidae.